# Ernst Umhauer
Ernst Umhauer, né le 2 décembre 1989 à Cherbourg, est un acteur français.

## Biographie
Ernst Umhauer doit son prénom au peintre Max Ernst. Né d'un père photographe aux lointaines origines alsaciennes, il passe son enfance à Cherbourg.
À Cherbourg, il effectue sa scolarité au collège Ingénieur-Cachin, puis au lycée Jean-François Millet, option cinéma, mais abandonne ses études après un redoublement de la classe de seconde. Il prend des cours hebdomadaires de théâtre pendant trois années à la Maison des jeunes et de la culture de cette ville avec Michel Beurton.

### Carrière
En 2009, il tourne dans des petits rôles dans des téléfilms puis obtient le rôle principal dans un court métrage, Le cri de Raphaël Mathié. Il interprète ensuite un jeune novice dans Le Moine de Dominik Moll, aux côtés de Vincent Cassel. En 2012, Ernst Umhauer est engagé par François Ozon pour son film Dans la maison et interprète le rôle de Claude Garcia, un élève de 16 ans particulièrement brillant et manipulateur, aux côtés de Fabrice Luchini, Emmanuelle Seigner, Yolande Moreau et Kristin Scott Thomas, un rôle pour lequel il est nommé au César du meilleur espoir masculin. Il fait partie du groupe Les Parasites.

## Filmographie

### Cinéma

#### Longs métrages
- 2005 : Il était une fois la lune de Magali Billioud et Florence Fantini[1].
- 2005 : Le Passager de l’été de Florence Moncorgé-Gabin : figuration
- 2011 : Le Moine de Dominik Moll : le novice
- 2011 : Le Cri de Raphaël Mathié : Gabriel (Grand prix du court-métrage au 19e Festival du film fantastique de Gérardmer[9].)
- 2012 : Dans la maison de François Ozon : Claude Garcia
- 2014 : Saint Laurent de Bertrand Bonello : Pascal
- 2014 : La crème de la crème de Kim Chapiron : Fred[10]
- 2020 : Un monde ailleurs d'Étienne Faure : William
- 2020 : Médecin de nuit d'Élie Wajeman : Badri[11]
- 2022 : L'Envol de Pietro Marcello : Renaud

#### Courts métrages
- 2013 : Night Light de Noha Choukrallah
- 2014 : Après les cours de Guillaume Renusson
- 2014 : Sire Gauvain et le Chevalier Vert de Martin Beilby[12]
- 2016 : Jeu de Société des Parasites[13]
- 2016 : Lanceur d'Alerte des Parasites[14]

### Télévision
- 2009 : Comprendre & pardonner (épisode Un cœur en or) diffusé sur M6
- 2009 : Les Corbeaux de Régis Musset
- 2015 : Les Revenants de Fabrice Gobert : Virgil
- 2016 : Diabolique de Gabriel Aghion
- 2019 : L'Effondrement de Les Parasites

### Doublage
- 2013 : Perfect Mothers : Ian (Xavier Samuel)
- 2013 : Venir au monde : Diego (Emile Hirsch)

## Distinctions

### Récompense
- Prix Lumières 2013 : meilleur espoir masculin pour Dans la maison

### Nomination
- Césars 2013 : nomination au César du meilleur espoir masculin pour Dans la maison